# Hydrofil
Hydrofil bruges blandt andet indenfor kemi og betyder reelt set vandelskende.
At et molekyle er hydrofilt betyder at molekylet indeholder en eller flere hydrofile grupper, som f.eks. en hydroxy/alkohol-gruppe. En hydrofil gruppe indeholder polære kovalente bindinger, der gør molekylet opløseligt i polære opløsningsmidler som f.eks. vand. Deraf navnet vandelskende.

## Hydrofile grupper
| Kemisk symbol | Gruppenavn     | Præfix/suffix   |
| ------------- | -------------- | --------------- |
| O-H           | Hydroxylgruppe | Hydroxy- / -ol  |
| C=O           | Carbonylgruppe | Carbonyl- / -on |
| N-H           | Aminogruppe    | Amino- / -amin  |

Som en tommelfingerregel siges det at et molekyle er hydrofilt hvis det indeholder mindst én hydrofil gruppe for hver fire hydrofobe grupper. Overgangen mellem hydrofil og hydrofob er dog glidende.